# Kaliumdiwaterstoffosfaat
Kaliumdiwaterstoffosfaat of KDP (Engels: monopotassium phosphate) is een zout van fosforzuur waarin slechts een van de waterstofionen vervangen is door een kalium-ion (KH2PO4). Het zout is goed oplosbaar in water en wordt toegepast als kunstmest, voedingsadditief, fungicide en basisstof voor buffers. Als kristallijne stof zijn er belangrijke optische toepassingen.

## Thermisch gedrag
Bij 235 °C smelt de vaste stof, bij 400 °C ontleedt de stof tot kaliummetafosfaat (KPO3).

## Toepassingen

### Kunstmest
Als kunstmest is kaliumdiwaterstoffosfaat een bron van fosfor en kalium. Voor deze toepassingen wordt het soms gemengd met ureum en ammoniumfosfaat. Het mengsel is naast een bron van de al genoemde elementen dan ook een bron van stikstof, waarbij voorkomen wordt dat te veel ammoniak ontsnapt omdat de pH van de grond relatief laag blijft.
Als KDP als kunstmest gebruikt wordt bevat het 52% difosforpentoxide en 34% kaliumoxide, wat aangegeven wordt als: NPK 0-52-34. Hoewel het bij de kunstmest gebruikers de gewoonte is de kwaliteit van de mest op deze wijze te beschrijven, komen de verbindingen P2O5 en K2O niet als zodanig in de mest voor. KDP wordt vaak als nutriënt toegepast in de glastuinbouw en de hydrocultuur.

### Additief
In de Verenigde Staten is de stof een van de ingrediënten van sportdranken. In sommige sigaretten komt de stof voor als additief.

### Non-lineaire optische toepassingen
Kristallen van KDP staan bekend om hun niet-lineaire optische eigenschappen. Het vindt toepassing in frequentieverdubbeling.
Een tweede belangrijke optische toepassing wordt gevormd door gedeutereerd KDP, kaliumdideuteriumfosfaat, ook wel aangeduid als KD*P. Hoewel chemische eigenschappen van isotopen slechts minimaal verschillen zijn fysische verschillen soms aanzienlijk en technisch interessant. KDP met een hoog deuteriumgehalte wordt toegepast in de niet-lineaire frequentie-aanpassingen van laserlicht in plaats van het gewone of geprotoneerde zout. Door de aanwezigheid van een grote hoeveelheid deuterium verschuift de derde boventoon van de sterke OH vibratie naar een langere golflengte, waardoor de basis frequentie van de op neodymium gebaseerde lasers bij ~1,064 nm veel minder geabsorbeerd wordt. Normaal KDP absorbeert bij deze golflengte ongeveer 4,7-6,3%/cm terwijl KD*P slechts 0,8%/cm absorbeert.